# إدواردو دي كابوا
إدواردو دي كابوا (12 مارس 1865 في نابولي - 3 أكتوبر 1917 في ميلانو) كان موسيقي إيطالي. ألف في أبريل عام 1898 أغنيته الشهيرة أو سولي ميو.

## حياته
ولد دي كابوا لأب موسيقي أيضاً. سافر مع والده إلى عدة بلدان أوروبية. عندما كان في أوديسا بأوكرانيا عام 1898 كتب أنغام أغنيته، ثم أضاف فيما بعد نص الأغنية. كان دي كابوا مؤلفاً لكثير من الأغاني الأخرى.

## روابط خارجية
- إدواردو دي كابوا على موقع IMDb (الإنجليزية)
- إدواردو دي كابوا على موقع ميوزك برينز (الإنجليزية)
- إدواردو دي كابوا على موقع قاعدة بيانات الأفلام السويدية (السويدية)
- إدواردو دي كابوا على موقع أول ميوزيك (الإنجليزية)
- إدواردو دي كابوا على موقع ديسكوغز (الإنجليزية)